# Robert Martin
Pour les articles homonymes, voir Robert Martin et Martin.
Robert Martin est un linguiste et un médiéviste français né à Strasbourg le 21 août 1936.

## Biographie
Agrégé de lettres en 1961 et docteur ès lettres en 1965, Robert Martin a été attaché, puis chargé, et enfin maître de recherches au Centre national de la recherche scientifique (où il collabore à la rédaction du Trésor de la langue française, à Nancy, de 1962 à 1971). Professeur à l'université de Metz et professeur associé à l'université de la Sarre, il  devient en 1979 professeur de linguistique générale et linguistique française à la Sorbonne (1979-1997).
Par ailleurs Robert Martin a été directeur de l'Institut national de la langue française (C.N.R.S.) membre du Comité national de la recherche scientifique et du Conseil supérieur des universités (1975-1981 ; 1983-1991), membre de la Société de Linguistique romane (vice-président de 1983 à 1989, puis Président de 1989 à 1992).

## Recherches
Ses ouvrages portent essentiellement sur l'histoire de la langue française, la grammaire, lexicologie et lexicographie du moyen français, et la théorie linguistique (en particulier les liens unissant le fonctionnement du langage et les orientations diverses de la logique). Historien de la langue (il a notamment dirigé, avec Gérald Antoine, deux volumes qui prolongent l'Histoire de la langue française de Ferdinand Brunot), médiéviste (il est l'auteur, avec Marc Wilmet, d'une Syntaxe du Moyen Français), Robert Martin est l'initiateur et le maître d'œuvre du Dictionnaire du Moyen Français 1330-1500, DMF, www.atilf.fr/dmf. Influencé à ses débuts par la psychomécanique du langage (Gustave Guillaume, Paul Imbs, Gérard Moignet), il a développé, en l'appliquant au français, une théorie linguistique à fondement sémantico-logique, dans une logique multivaluée, autour de notions comme celles d'univers de croyance, de monde possible et de flou. L'essentiel est formulé dans deux de ses ouvrages, Pour une logique du sens (1983 / 1992) et Langage et croyance (1986). V. La "logique" du sens. Autour des propositions de Robert Martin (Actes du Colloque de Metz publiés par Frédéric Duval, Université Paul Verlaine de Metz, 2011).

## Distinctions
- Médaille d'argent du CNRS en 1972.
- Chevalier de la Légion d'honneur
- Commandeur de l'ordre des Palmes académiques (2005)[3]
- Élu, le 12 décembre 2003, membre de l'Académie des inscriptions et belles-lettres, au fauteuil de Pierre Demargne. Président pour 2015.

## Publications
- Le mot « rien » et ses concurrents dans l'histoire du français, 1966.
- Temps et aspect. Essai sur l’emploi des temps narratifs en moyen français (thèse d’État), 1971.
- The French Contribution to Modern Linguistics. Theories of Language and Methods in Syntax, 1975.
- Inférence, antonymie et paraphrase. Éléments pour une théorie sémantique, 1976.
- Études de syntaxe du moyen français, collectif, édition, 1978.
- Syntaxe du moyen français (en collaboration avec M. Wilmet), 1980.
- Pour une logique du sens, 1983, 2e éd. 1992 (trad. arabe et coréenne).
- Histoire de la langue française, 1880-1914 (en codirection avec G. Antoine), 1985.
- Langage et croyance, 1986.
- Histoire de la langue française, 1914-1945 (en codirection avec G. Antoine), 1995.
- Dictionnaire du moyen français (vol. A-AH, direction), 1998.
- Sémantique et automate. L’apport du dictionnaire informatisé, 2001.
- Comprendre la linguistique. Épistémologie élémentaire d’une discipline, PUF, 2002 (3e édition 2014), trad.arabe et portugaise.
- La linguistique de l'universel, 2e édition augmentée, Paris, Académie des Inscriptions et Belles-Lettres (AIBL), 2021, diffusion Peeters. Présentation sur le site de l'AIBL.